# Сахиб II Герай
Сахи́б II Гера́й (Гире́й) (крым. II Sahib Geray, ٢ صاحب كراى‎; 1726—1807) — крымский хан (1771—1775) из династии Гераев, сын царевича Ахмеда Герая (?—1750), внук хана Девлета II Герая.

## Биография
В 1770 году Сахиб Герай был назначен ор-беем (наместником Перекопа). В 1771 году Сахиб II Герай был избран на ханский престол крымскими беями без участия османского султана. Избрание проходило в обстановке, когда Крымское ханство было оккупировано русскими войсками. Заняв ханский престол, Сахиб II назначил калгой своего младшего брата Шахина Герая, а нурэддином — Бахадыра Герая, сына хана Максуда Герая.
В 1772 году совместно с беями родов Ширин, Мансур и главой ногайских племён подписал договор с Россией о союзе, получив обещание русской военной и финансовой помощи. Через два года Османская империя Кючук-Кайнарджийским мирным договором с Россией признала независимость Крыма, выступив, наравне с Россией, её гарантом. К Крымскому ханству перешли бывшие османские владения на полуострове (Южный и Юго-Восточный Крым), а к России — Керчь.
В Крыму, однако, нарастало недовольство присутствием русских войск (большая часть которых была всё же выведена), а сам хан испытывал серьёзнейшие трудности в управлении государством, поскольку договор о независимости Крыма не определял в точности ни порядка правления, ни ханских полномочий, ни точной формы отношений государства с Россией. Разброд мнений о будущем страны был очень велик и в целом стал склоняться к необходимости вернуться к былому государственному статусу Крыма — к унии с Османским государством. При вступлении в Крым войск Девлета IV Герая, намеревавшегося восстановить прежние отношения с османами, Сахиб II Герай покинул страну.
Умер в Чаталдже (Турция) в 1807 году.